# Перфильев, Иван Александрович
Иван Александрович Перфи́льев (1882—1942) — русский и советский ботаник, специалист по флоре севера СССР, доктор биологических наук (1939).

## Биография
Родился в селе Чёрный Затон Хвалынского уезда Саратовской губернии 4 января 1882 года. Отец дворянского происхождения, мать — крестьянка. Детство прошло в городе Кадникове Вологодской губернии. В 1897 году окончил трёхклассное городское училище, в дальнейшем — самоучка. Под влиянием Н. А. Иваницкого заинтересовался ботаникой. В 1906 году Иван Александрович переехал в Вологду, работал в редакции газеты «Северная земля». В 1913 году стал членом Общества испытателей природы Харьковского университета. В 1916—1918 годах преподавал в Ново-Александрийском институте сельского хозяйства и лесоводства, в 1918 году вернулся в Вологду.
С 1924 года жил в Архангельске, некоторое время возглавлял Управление островами Северного Ледовитого океана. В 1930-х годах Иван Александрович активно печатал работы по природной флоре Архангельской области. Будучи хронически больным и инвалидом, продолжал научную деятельность, в 1934 году был утверждён членом Совета бюро Полярной комиссии АН, в 1940 — членом учёного совета при директоре Северной базы АН в Архангельске.
В 1939 году за работы в области ботаники по ходатайству Совета Ботанического института АН СССР И. А. Перфильеву была присвоена степень доктора биологических наук без защиты диссертации.
Иван Александрович Перфильев скончался 7 января 1942 года в Архангельске. Похоронен на Вологодском кладбище в Архангельске (могила объявлена объектом культурного наследия).

## Некоторые научные публикации
- Перфильев И. А. Флора Северного края. В 2 т. — Архангельск, 1934—1936.
- Перфильев И. А., Корконосова Л. И. Определитель семян сорных растений Архангельской области. — Архангельск, 1939. — 100 с.

## Виды растений, названные в честь И. А. Перфильева
- Betula perfiljevii V.N.Vassil., 1966 [= Betula nana subsp. exilis (Sukaczev) Hultén, 1944]
- Taraxacum perfiljevii N.I.Orlova, 1973